# إتش بي. بليدز
إتش بي. بليدز (بالإنجليزية: H. B. Blades) هو لاعب كرة قدم أمريكية أمريكي، ولد في 30 سبتمبر 1984 في فورت لودرديل في الولايات المتحدة.

## وصلات خارجية
- إتش بي. بليدز على موقع مرجع كرة القدم المحترفة.كوم (الإنجليزية)